# Tespe
Tespe – miejscowość i gmina w niemieckim kraju związkowym Dolna Saksonia, w powiecie Harburg, położona we wschodniej części gminy zbiorowej (niem. Samtgemeinde) Elbmarsch.

## Położenie geograficzne
Gmina leży ok. 35 km na południowy wschód od Hamburga i ok. 10 km na północny wschód od Winsen (Luhe), nad Łabą. Od zachodu graniczy z gminą Marschacht, od północy granicą gminy jest Łaba a od wschodu i południa Tespe graniczy z powiatem Lüneburg.
Dokładnie po drugiej północnej stronie Łaby leży miasto Geesthacht w powiecie Herzogtum Lauenburg w kraju związkowym Szlezwik-Holsztyn, a jego dzielnica Krümmel znana jest z elektrowni atomowej.

## Dzielnice gminy
W skład gminy Tespe wchodzą trzy dzielnice: Avendorf, Bütlingen i Tespe.
Historia najstarszej dzielnicy gminy - Avendorfu, sięga 1230 roku, kiedy jako Abenthorp należała do Ratzeburga.